# 張集線
張集線（ちょうしゅうせん）とは、中華人民共和国河北省張家口市橋東区に位置する張家口駅と内モンゴル自治区ウランチャブ市集寧区に位置する集寧南駅とを結ぶ鉄道路線である。

## 概要
中華人民共和国成立後の第二次五カ年計画の時期に建設計画が立てられた。京包線の輸送力増強に加え、張家口 - 集寧間の距離を大同経由と比較して111km短縮することを目的とした。当初の計画では京包線の郭磊庄駅の西側で分岐し羊窖溝、興和を経由して集寧南駅に向かうものであった。1958年に着工準備が行われるも、中ソ対立の影響により1959年5月に工事が全面的に中断された。
21世紀に入り間もなく張家口南 - 集寧南間に短絡線を建設する新たな計画が浮上した。2006年5月1日に着工され、2009年10月31日開業予定であったが、トンネル工事の難航により工期が遅れて2011年4月28日に開通した。全長は178.08km、そのうち既存線の利用区間は13.516km、新線建設区間は164.56kmである。
張集線は北京 - 蘭州の京蘭線の一部分であり、ロシア・モンゴルとの国際列車も経由する。張集線の建設は内モンゴル自治区から北京、天津、河北省などへのアクセス改善をもたらした。張家口 - 集寧間は大同経由と比較して126km短縮でき、旅客列車に運行時間は従来より3.5時間短縮された。北京鉄路局とフフホト鉄路局の境界は小蒜溝駅 - 友誼水庫駅間である。